# Montbavin
Montbavin es una comuna francesa situada en el departamento de Aisne, de la región de Alta Francia.
Los habitantes se llaman Montbavinois.

## Geografía
Está ubicada a 8 km al suroeste de Laon.

## Demografía
| 44 | 41 | 36 | 50 | 42 | 35 | 36 | 47 |
| Para los censos de 1962 a 1999 la población legal corresponde a la población sin duplicidades (Fuente: INSEE [Consultar]) |    |    |    |    |    |    |    |